# アニタ・ウォルド
アニタ・ウォルド（Anita Marie Wold、のちAnita Marie Wold Jensen、1956年9月21日 - ）は、ノルウェー・トロンハイム出身の元スキージャンプ選手。1970年代に活躍し、女子ジャンプの歴史上重要な人物の一人。

## プロフィール
7歳のとき周囲の男の子がジャンプで楽しそうに遊んでいるのに魅せられ、自分もジャンプを始めた。父親の指導の元12歳で52m、15歳で70mを飛び、1973年には73mを記録した。
1974年には記録を82.5mに伸ばし、
同年のホルメンコーレンスキー大会に女性として初めて参加を認められた。
また同年チェコスロバキアのビソケ・タトリーに招待され、94mを記録した。
1975年1月には札幌スキー連盟から招待されて来日、女性として初めて大倉山ジャンプ競技場を飛んだ。
1月12日の札幌オリンピック記念国際スキージャンプ競技大会では1本目75.5m、2本目80.5mの140.9ポイントで39位。翌日の公式記録会では男子選手より長い助走ながら97.5mの自己新記録をマークした。
1月15日のSTVカップ国際スキージャンプ競技大会も男子選手より長い助走で特別参加という形で100mジャンプを目指したが試技82.5m、1本目97m、2本目95mと目標達成はならなかった。
1975-1976シーズンのスキージャンプ週間ではテストジャンパーとして出場、ヴィケルスンのフライング台を飛ぶ申込みもしたがこれは叶わなかった。

## 記録
- 1973年3月22日 73.0m Kløvsteinbakken（NOR)[3]
- 1974年2月03日 82.5m Kløvsteinbakken（NOR)[3]
- 1974年3月16日 94.0m MS 1970（TCH)[11]
- 1975年1月13日 97.5m 大倉山ジャンプ競技場（JPN)[6]